# Gebel Auenat
Il Gebel Auenat (in arabo  جبل العوينات ‎?, Jabal al-ʿUwaynāt), è una montagna che si trova nella parte sud dell'altopiano del Gilf Kebir nel sud del deserto libico al confine fra Libia, Egitto e Sudan.